# Parlement du Vanuatu
14e législature
Bâtiment du parlement
Le Parlement du Vanuatu (en bichelamar : Palamen blong Vanuatu ; en anglais : Parliament of Vanuatu) est l'organe législatif monocaméral de la république du Vanuatu.
Il est établi par le chapitre 4 de la Constitution adoptée en vue de l'indépendance du pays, jusqu'alors un condominium franco-britannique, en 1980.

## Suprématie parlementaire
Le fonctionnement du Parlement s'appuie sur le modèle britannique du système de Westminster, et inclut le principe de suprématie parlementaire, dans les limites prévues par la Constitution. Le président de la République, dont les fonctions sont essentiellement symboliques, ne peut mettre de veto à une loi adoptée par le Parlement, à moins qu'il ne la considère contraire à la Constitution, en quel cas il peut soumettre la question à la Cour suprême, et y mettre son veto si la Cour suprême la déclare inconticonstitutionnelle.

## Système électoral
Le Parlement est composé de 52 sièges pourvus pour quatre ans au vote unique non transférable dans dix huit circonscriptions électorales de un à sept sièges chacune. Les électeurs votent pour un seul candidat dans leur circonscription, et les candidats ayant reçu le plus de voix dans celle-ci sont élus à hauteur du nombre de sièges qui y sont à pourvoir. Lorsqu'un seul siège est en jeu, le vote prend de fait la forme d'un scrutin uninominal majoritaire à un tour,

### Répartition
| Circonscriptions                                                            | Sièges |
| --------------------------------------------------------------------------- | ------ |
| Tafea extérieures Torres Banks Malo Maewo Paama Sheperds extérieures Tongoa | 1      |
| Luganville/Aore Ambrym Epi                                                  | 2      |
| Ambae                                                                       | 3      |
| Effate Pentecost                                                            | 4      |
| Port Vila Santo                                                             | 6      |
| Tanna Malekula                                                              | 7      |
|                                                                             |        |
| Total                                                                       | 52     |

## Relations avec l'exécutif
Le Parlement élit le Premier ministre parmi ses membres. Les députés forment également, aux côtés des présidents de Conseils régionaux, le collège électoral qui élit le Président de la République pour un mandat de cinq ans. Le Premier ministre et son gouvernement sont responsables devant le Parlement, qui peut les renverser par le vote d'une motion de censure à la majorité absolue de ses membres.

## Liste des présidents
Le président du Parlement (en anglais : Speaker) dirige les travaux de l'assemblée et fait officiellement partie du Conseil des ministres du Vanuatu. Il assure l'intérim du président de la République en cas de décès, démission ou empêchement. 
| #  | Nom                      | Début mandat      | Fin mandat        | Parti                                                                                   | Notes                                                                                         |
| 1  | Maxime Carlot Korman (1) | 30 juillet 1980   | 2 novembre 1983   | Union des Communautés des Nouvelles-Hébrides (UCNH) puis Union des partis modérés (UPM) |                                                                                               |
| 2  | Fred Timakata            | novembre 1983     | 30 novembre 1987  | Vanua'aku Pati (VP)                                                                     | Président de la République par intérim du 17 février au 8 mars 1984                           |
| 3  | Onneyn Tahi              | décembre 1987     | juin 1991         | VP                                                                                      | Président de la République par intérim du 12 au 30 janvier 1989                               |
| -  | Tele Taun (intérim)      | juin 1991         | 27 août 1991      | VP                                                                                      |                                                                                               |
| 4  | Vincent Boulekone        | 27 août 1991      | 2 décembre 1991   | Union Tan                                                                               |                                                                                               |
| 5  | Alfred Maseng (1)        | 16 décembre 1991  | 30 novembre 1995  | UPM                                                                                     | Président de la République par intérim du 30 janvier au 2 mars 1994                           |
| 6  | Maxime Carlot Korman (2) | 21 décembre 1995  | 23 février 1996   | UPM                                                                                     |                                                                                               |
| 7  | Edward Natapei           | 23 février 1996   | 25 novembre 1999  | VP                                                                                      | Président de la République par intérim du 2 au 24 mars 1999                                   |
| 8  | Paul Ren Tari            | 25 novembre 1999  | 15 mai 2001       | Parti national unifié (PNU)                                                             |                                                                                               |
| 9  | Donald Kalpokas          | 15 mai 2001       | 2 mai 2002        | VP                                                                                      |                                                                                               |
| 10 | Henry Taga               | 3 juin 2002       | 21 décembre 2003  | UPM                                                                                     |                                                                                               |
| 11 | Roger Abiut              | 21 décembre 2003  | 6 juillet 2004    | Parti travailliste du Vanuatu (PTV)                                                     | Président de la République par intérim du 24 mars au 12 avril et du 11 mai au 29 juillet 2004 |
| 12 | Josias Moli              | 29 juillet 2004   | 11 décembre 2004  | UPM                                                                                     | Président de la République par intérim du 29 juillet au 16 août 2004                          |
| 13 | Sam Dan Avock            | 11 décembre 2004  | 2 septembre 2008  | VP                                                                                      |                                                                                               |
| 14 | George Wells (1)         | 22 septembre 2008 | 18 juin 2009      | PNU                                                                                     |                                                                                               |
| 15 | Maxime Carlot Korman (3) | 19 juin 2009      | 28 janvier 2010   | Parti républicain                                                                       | Président de la République par intérim du 16 août au 2 septembre 2009                         |
| 16 | George Wells (2)         | 28 janvier 2010   | 2 décembre 2010   | PNU                                                                                     |                                                                                               |
| 17 | Maxime Carlot Korman (4) | 2 décembre 2010   | 6 septembre 2011  | Parti républicain                                                                       |                                                                                               |
| 18 | Dunstan Hilton           | 6 septembre 2011  | 22 septembre 2012 | Parti progressiste populaire (PPP)                                                      |                                                                                               |
| 19 | George Wells (3)         | 19 novembre 2012  | 6 avril 2013      | PPP                                                                                     |                                                                                               |
| 20 | Philip Boedoro           | 6 avril 2013      | 16 juin 2015      | VP                                                                                      | Président de la République par intérim du 2 septembre au 22 septembre 2014                    |
| 21 | Marcellino Pipite        | 16 juin 2015      | 16 octobre 2015   | Parti républicain                                                                       | Destitué car condamné pour corruption.                                                        |
| 22 | Esmon Saimon             | 11 février 2016   | 6 septembre 2019  | VP                                                                                      | Président de la République par intérim du 17 juin au 6 juillet 2017                           |
| 23 | Seule Simeon             | 6 septembre 2019  | 20 avril 2020     | UPM                                                                                     |                                                                                               |
| 24 | Gracia Shadrack          | 20 avril 2020     | 15 juin 2021      | Parti des dirigeants                                                                    |                                                                                               |
| 25 | Seule Simeon             | 15 juin 2021      | 11 février 2025   | LM                                                                                      |                                                                                               |
| 26 | Stephen Felix            | 11 février 2025   | en cours          | Parti des dirigeants                                                                    |                                                                                               |